# Kevin Byard
Kevin Leon Byard (Lithonia, 17 agosto 1993) è un giocatore di football americano statunitense che milita nel ruolo di safety i Chicago Bears della National Football League (NFL).

## Carriera

### Tennessee Titans

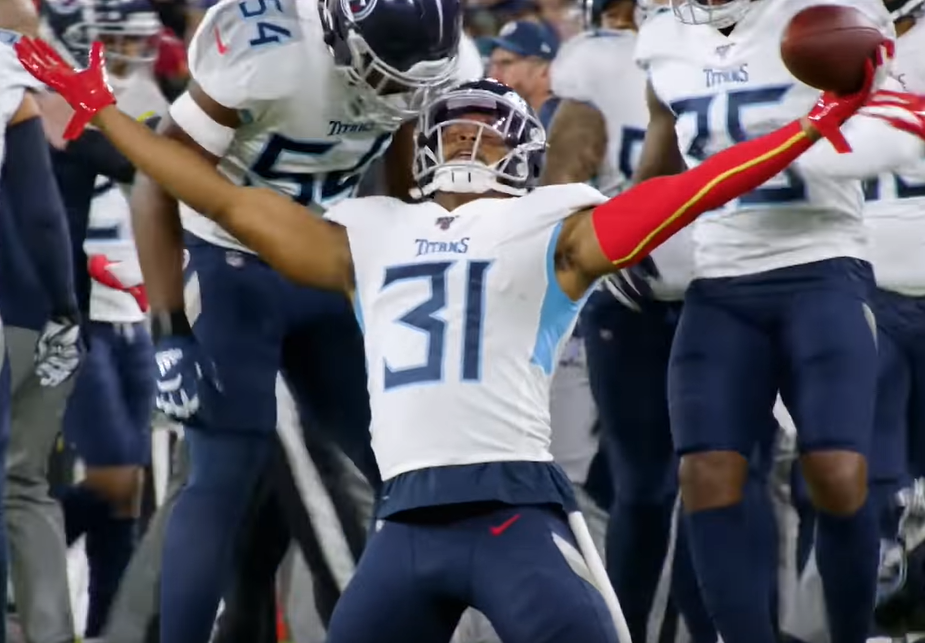
Byard festeggia l'intercetto su Lamar Jackson nei playoff 2019-2020

Al college, Byard giocò a football alla Middle Tennessee University. Fu scelto nel corso del terzo giro (64º assoluto) del Draft NFL 2016 dai Tennessee Titans. Debuttò come professionista subentrando nella gara del primo turno contro i Minnesota Vikings mettendo a segno 5 tackle. Nella settimana 11 fece registrare il suo primo sack su Aaron Rodgers dei Green Bay Packers. La sua stagione da rookie si chiuse con 58 tackle e 4 passaggi deviati disputando tutte le 16 partite, 7 delle quali come titolare.
Kyard mise a segno il primo intercetto in carriera nel quarto turno della sua seconda stagione ai danni di Deshaun Watson degli Houston Texans. Il 22 ottobre ne fece registrare tre contro i Cleveland Browns nella vittoria 12-9 ai tempi supplementari, venendo premiato come miglior difensore dell'AFC della settimana. Altri 2 intercetti li mise a segno ai danni di Joe Flacco dei Baltimore Ravens, salendo a quota 6 a metà stagione. Nell'ultima gara dell'anno fu premiato nuovamente come difensore della settimana dopo due intercetti contro i Jacksonville Jaguars che gli fecero chiudere la stagione come leader della NFL con 8, alla pari di Darius Slay dei Detroit Lions. Per le sue prestazioni fu inserito nel First-team All-Pro dall'Associated Press.
Nel 2019 Byard terminò quarto nella NFL con 5 intercetti. Un altro lo mise a segno nel divisional round dei playoff su Lamar Jackson nella vittoria sui favoriti Baltimore Ravens.
Alla fine di ottobre 2021 Byard fu premiato come difensore del mese della AFC in cui fece registrare 27 tackle, 7 passaggi deviati, 3 intercetti, un fumble forzato e uno recuperato che ritornò in touchdown. A fine stagione fu convocato per il suo primo Pro Bowl e inserito nel First-team All-Pro dopo avere messo a segno 88 placcaggi, un sack e 5 intercetti.

### Philadelphia Eagles
Il 23 ottobre 2023 Byard fu scambiato con i Philadelphia Eagles per una scelta del quinto e del sesto giro del Draft NFL 2024 oltre alla safety Terrell Edmunds. Il 1º marzo 2024 fu svincolato.

### Chicago Bears
Il 10 marzo 2024 Byard firmò un contratto biennale con i Chicago Bears.

## Palmarès
- Convocazioni al Pro Bowl: 1

2021
- First-team All-Pro: 2

2017, 2021
- Difensore dell'AFC del mese: 1

ottobre 2021
- Difensore dell'AFC  della settimana: 2

7ª e 17ª  del 2017
- Leader della NFL in intercetti: 1

2017